# Pacifidrilus darwelli
Pacifidrilus darwelli är en ringmaskart som först beskrevs av Erséus 1984.  Pacifidrilus darwelli ingår i släktet Pacifidrilus och familjen glattmaskar. Inga underarter finns listade i Catalogue of Life.